# Sainte-Anne-sur-Brivet
Sainte-Anne-sur-Brivet è un comune francese di 3 017 abitanti situato nel dipartimento della Loira Atlantica nella regione dei Paesi della Loira.

## Storia

### Simboli
Il Comune ha ripreso lo stemma della famiglia Cambout, brisato da un capo d'armellino per ricordare l'appartenenza alla Bretagna.

## Società

### Evoluzione demografica
Abitanti censiti